# Stettnermühle
Stettnermühle ist ein Ortsteil der Stadt Neunburg vorm Wald im Landkreis Schwandorf in Bayern.

## Geographie
Stettnermühle liegt circa sechs Kilometer südöstlich von Neunburg vorm Wald und südlich des Eixendorfer Stausees am Rötzerbach. Dieser entsteht etwa 400 Meter weiter östlich aus dem Zusammenfluss von Multbach und Hückbach und mündet etwa neun Kilometer weiter nordwestlich in Neunburg vorm Wald in die Schwarzach.

## Geschichte
Die Stettnermühle ist die zum etwa 500 Meter nördlich gelegenen Dorf Stetten gehörende Mühle.
1350 wurde die Stettnermühle in Zusammenhang mit Stetten erstmals als Stiftung des Heinrich von Fronberg urkundlich erwähnt.
Am 23. März 1913 gehörte Stettnermühle zur Pfarrei Seebarn, bestand aus einem Haus und zählte sechs Einwohner.
Am 31. Dezember 1990 hatte Stettnermühle vier Einwohner und gehörte zur Pfarrei Seebarn.